# Al-Wahat al-Dżanub al-Maghribi

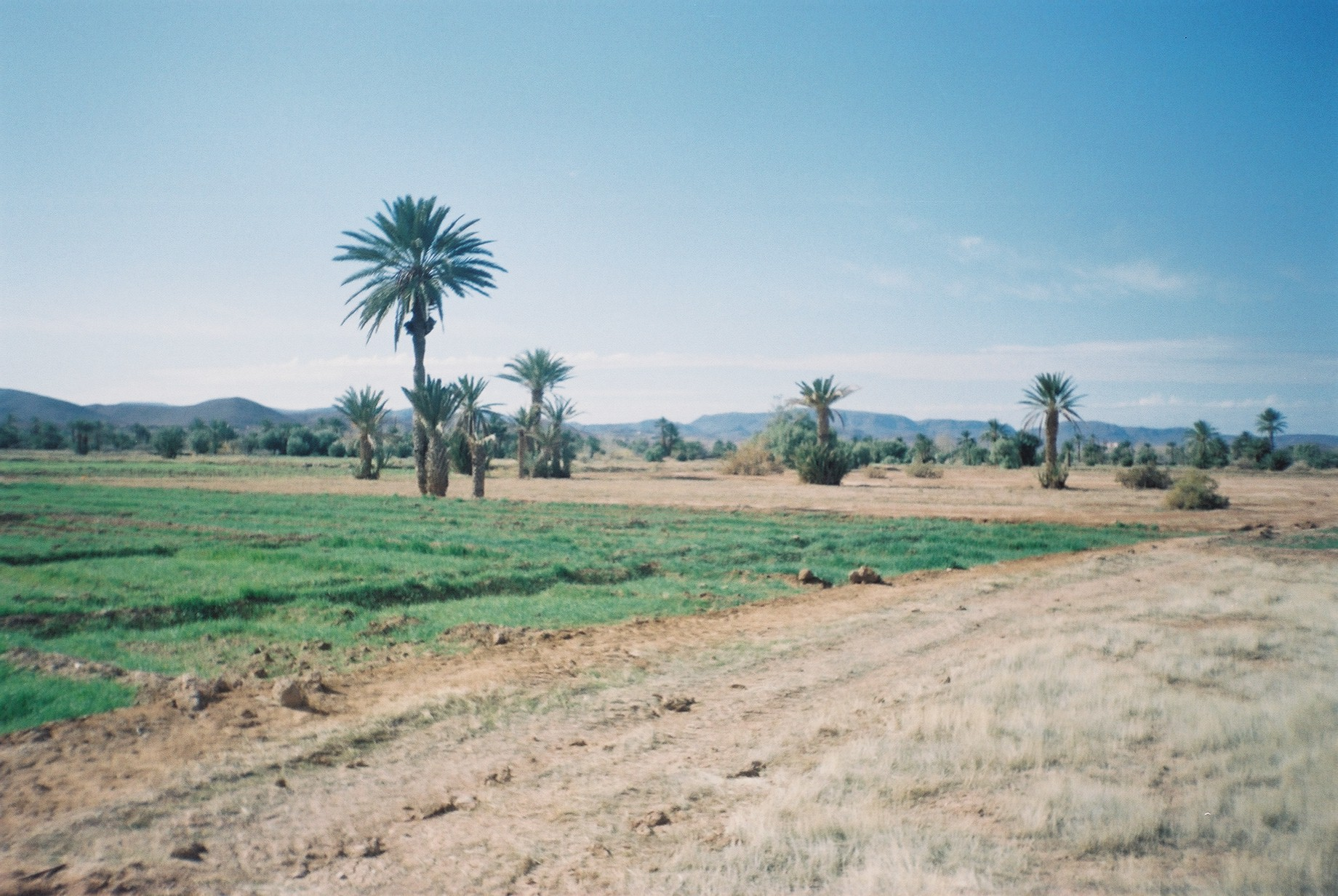
Oazy marokańskiego południa - krajobraz doliny Wadi Dara w okolicach Warzazatu

Al-Wahat al-Dżanub al-Maghribi (arab. ‏الواحات الجنوب المغربي‎, fr. Oasis du Sud marocain = Oazy marokańskiego południa) – region geograficzny w Maroku na przedpolu Sahary, w 2000 roku uznany za rezerwat biosfery UNESCO. Obejmuje obszar między 29°28' a 32°09'N i 3°34' a 7°45'W (ponad 7 mln ha). Teren ten jest zróżnicowany pod względem geograficznym - obejmuje górskie obszary Atlasu Wysokiego i Antyatlasu, równiny aluwialne, depresje i doliny rzeczne, a także kamieniste pustynie (hamady). Obszar chroniony jest przed inwazją Sahary przez system oaz, od tysięcy lat wykorzystywanych do uprawy roślin (m.in. palm daktylowych, oliwek, granatów, a także zbóż i ziemniaków) – stanowi to główne źródło dochodu dla ok. 1,3 mln mieszkańców tych terenów.
Do ważniejszych oaz zaliczają się Zakura, Tafilalt i Skura, a ważniejsze ośrodki miejskie w regionie to Ar-Raszidijja i Warzazat.
W obszarze regionu znajduje się także ksar Ajt Bin Haddu, który ze względu na swoje walory architektoniczne i historyczne wpisany został na listę światowego dziedzictwa UNESCO.